# ميللى ويليامسون
ميللى ويليامسون (بالإنجليزية: Millie Williamson)‏ هي لاعبة جمباز فني نيوزيلندية، ولدت في 28 نوفمبر 1999 في كرايستشرش في نيوزيلندا.